# Pang
Pang, también llamado Buster Bros. en América es un videojuego en el que dos jugadores, hermanos, colaboran para destruir las burbujas. Está inspirado en un juego para MSX de 1983 de la empresa japonesa Hudson Soft llamado Cannon Ball) y fue desarrollado en 1989 por Mitchell Corporation. 
Los hermanos Buster deben dar la vuelta al mundo destruyendo unas burbujas saltarinas que están aterrorizando varios puntos y ciudades de la Tierra. La lucha para salvar la Tierra empieza en Mt. Fuji, Japón donde los hermanos deben pasar las tres etapas para poder pasar al siguiente lugar.
La versión arcade, conocida como «Pang!» y «Pomping World»  es un juego de uno o dos jugadores diseñado por Mitchell Corporation en 1989. Posteriormente convertido a ordenadores personales por Ocean Software en 1990 para el ZX Spectrum, Commodore 64, Amstrad CPC, Commodore Amiga y Atari ST. 

## Escenarios
Hay cincuenta pantallas en diecisiete localizaciones: Monte Fuji, Monte Keirin, el Templo Esmeralda, Angkor Wat, Australia, el Taj Mahal, Leningrado, París, Londres, Barcelona, Atenas, Egipto, Kenia, Nueva York, Las Ruinas de los Mayas, Antártida, y termina en la Isla de Pascua. Todas las localizaciones tienen tres fases (mañana, tarde y noche), excepto la Isla de Pascua que solo tiene dos (mañana y noche).
Cada localización es un único fondo que muestra el punto más famoso de la zona. Cada etapa contiene una distribución diferente de bloques, algunos bloques desaparecen (los que son cristales) después de ser disparados, otros no se pueden romper (los que no), y también otros que están ocultos y pueden contenter bonus. 
Las pantallas empiezan con diferente número y tamaño de bolas. La bola se va dividiendo en los primeros tres disparos; después del cuarto la bola es lo más pequeña posible y al dispararle desaparece. Cada jugador empieza con un único arpón. Cuando una bola es explotada, armas especiales pueden caer de la explosión. Las otras armas pueden ser:-
- Un doble arpón que permite hacer dos disparos a la vez. Especialmente útil cuando hay muchas bolas pequeñas.
- Un gancho de agarre que se pega al techo o bloque durante un breve período. Es especialmente útil con techos bajos y espacios estrechos.
- Una pistola de alto calibre que funciona como un ametralladora que permite rápidos disparos. Especialmente útil con bolas grandes.

No hay límite de munición en cualquier arma. Los nombres de las armas difieren de los modos de juego. Otras bonificaciones incluidas:
- Un campo de fuerza. Protege al jugador del impacto de una bola.
- Un reloj de arena. Disminuye la velocidad de caída de las bolas.
- Un reloj. Para las bolas por un corto tiempo.
- Una vida extra.
- Dinamita. Explota todas las bolas que hay en bolitas diminutas.

En un momento de la etapa, un alimento bajará de la parte superior de la pantalla y vale miles de puntos de bonificación. A medida que avanza el juego, los alimentos valen más puntos.
Si un jugador toca una bola de cualquier tamaño, el jugador muere y ambos jugadores deben iniciar la pantalla de nuevo.
Cuando ambos jugadores tocan una bola al mismo tiempo, solo el Jugador 1 pierde una vida, pero esto está compensado en cierta medida ya que cuando ambos jugadores llegán a una bonificación simultáneamente sólo el Jugador 1 obtendrá la vida.
Los jugadores empiezan con 3-5 vidas dependiendo de opciones que se elijan. Se consiguen vidas extra cuando ciertos puntos totales han sido acumulados. La etapa finaliza cuando todas las bolas han sido eliminadas por completo. El juego finaliza cuando todas las etapas han sido superadas con éxito y nuestro heroico dúo pasea en su Jeep en el atardecer de una playa en la Isla de Pascua.
En algunas versiones posteriores, hay más de diecisiete localidades.

## Recepción
El original, y las conversiones, fueron todos aclamados por la crítica, aunque menos denuncias se hicieron acerca de las ZX Spectrum con sistema multicarga. La conversión Commodore 64 estaba disponible en cartucho, como fue el cartucho Amstrad GX4000 que eliminaba largos tiempos de carga.
La versión ZX Spectrum en febrero de 1991 se adjudicó el 94% en el Your Sinclair y se colocó el número 74 en el top 100 oficial de Your Sinclair.

## Secuelas
Este juego ha dejado varias secuelas:
- Super Buster Bros (también conocido como Super Pang 1990)
- Buster Buddies (también conocido como Pang 3 1995)
- Mighty! Pang (2000)
- Pang: Magical Michael (2013)